# Príncipe de los creyentes
Príncipe de los creyentes (en árabe: أَمِير الْمُؤْمِنِين‎, romanizado: ʾamīr al-muʾminīn, también traducido como emir o comendador de los fieles) es un título islámico tradicionalmente asociado al de califa, que indica que su portador es la máxima autoridad religiosa entre los musulmanes. La forma castellanizada es miramamolín, aunque según el DRAE en España se usaba casi exclusivamente para designar a los califas almohades.
Amir al-muminin es un título hereditario que solo puede ostentar un linaje de descendencia directa del profeta Mahoma.

## Otros usos

### Chiismo
Los chiíes, rama minoritaria del islam, se refieren con este título a su primer imán, Ali Ibn Abi Talib.

### Al-Ándalus
Durante la Edad Media este título se castellanizó bajo la forma de miramamolín, que por antonomasia fue, en las crónicas, Muhammad an-Nasir, el caudillo almohade en la batalla de Las Navas de Tolosa.

### Marruecos
Fue utilizado también por los sultanes almorávides, que sin embargo no usaban el de califa, y más tarde por el sultán, ahora Rey de Marruecos. La autoridad religiosa de los sultanes marroquíes como príncipes de los creyentes o comendadores de la fe era reconocida por aquellos sectores del país que no reconocían sin embargo su autoridad política. También trascendía las fronteras del reino, pues era reconocida igualmente más hacia el sur, entre las tribus del Sáhara, siendo este uno de los argumentos esgrimidos por el nacionalismo marroquí para reclamar la soberanía sobre el Sáhara Occidental y Mauritania (aunque en este último caso ya no existe tal reivindicación).

### Otros
Algunos líderes de grupos sectarios y extremistas del islam han utilizado el título de príncipe de los creyentes. Uno de los casos más célebres es el de Mohammad Omar, fundador del movimiento talibán en Afganistán. Otro caso es el de Cemaleddin Kaplan, líder del movimiento Estado Califal, una organización política islamista formada por emigrados turcos en Alemania, que acabó convertida en secta y su líder en califa y príncipe de los creyentes.